# Cortes de Carrión
Cortes de Carrión es la denominación historiográfica que tienen las reuniones de las Cortes de Castilla que tuvieron lugar en la ciudad de Carrión de los Condes. Fueron tres:
Las Cortes de Carrión de 1188, con Alfonso VIII, que para Manuel Colmeiro fueron "famosas y memorables". También recoge que el rey castellano armó caballero durante estas cortes a dos notables personajes: Alfonso IX, rey de León ("de quien dicen los historiadores que besó la mano al de Castilla en reconocimiento de vasallaje") y Conrado II de Suabia, hijo de Federico Barbarroja ("que había venido de Alemania a celebrar su desposorio con la infanta Doña Berenguela"). Además las Cortes sirvieron para recibir juramento de fidelidad del clero y la nobleza ("el Arzobispo de Toledo, los Obispos de Burgos, Ávila y Calahorra, varios condes, señores y caballeros y los mayores de cuarenta y ocho ciudades, cuyos nombres expresa la escritura -Toledo, Cuenca, Huete, Guadalajara, Coca, Portillo, Cuéllar, Pedraza, Hita, Salamanca, Uceda, Buitrago, Madrid, Escalona, Maqueda, Talavera, Plasencia, Trujillo, Ávila, Segovia, Arévalo, Medina del Campo, Olmedo, Palencia, Logroño, Calahorra, Arnedo, Tordesillas, Simancas, Torrelobatón, Montealegre, Fuentepura, Sahagún, Cea, Fuentidueña, Sepúlveda, Aillon, Maderuelo, San Estéban, Osma, Caracena, Atienza, Sigüenza, Medinaceli, Berlanga, Almazán, Soria y Valladolid-"). La presencia de estos "mayores" (civitatum et villarum quorum majores juraverunt) se interpreta por Colmeiro no como una representación del común, sino como el juramento de los merinos (funcionarios reales para el gobierno de esas circunscripciones, negándoles la condición de "procuradores" que hace alguna fuente (Núñez de Castro).
Las Cortes de Carrión de 1192, de fecha no aclarada (pudieron ser también en 1193 o 1194), también con el rey Alfonso VIII, convocadas con el fin de "acordar los medios de formar y prevenir mantenimientos con que sustentar a los soldados", en preparación de la campaña militar que se sustanció en la batalla de Alarcos (1195).
Las Cortes de Carrión de 1317, que Colmeiro considera precedidas de un "Ayuntamiento" en la misma ciudad.